# 火炬楼
火炬楼，位于中国湖南省长沙市湖南省立第一师范学校旧址东北角妙高峰峰顶，原为毛泽东同志青年时期革命活动陈列馆，今作湖南第一师范学院图书馆。

## 历史沿革
一师原建筑群焚毁于抗战期间的1938年文夕大火，一师于1959年回迁原址，于1964年部分修复毛泽东活动旧址，于文革期间的1966-1969年间按原貌复原一师原建筑群并在妙高峰峰顶新建毛泽东同志青年时期革命活动陈列馆。毛泽东同志青年时期革命活动陈列馆建于1969年，以纪念毛在第一师范就读及任教等经历，属文革时期万岁馆一类建筑，因其楼顶巨大的火炬雕塑而得名“火炬楼”，今作一师图书馆。
1983年，火炬楼随湖南省立第一师范学校一同被列入湖南省文物保护单位。2006年，火炬楼随湖南省立第一师范学校旧址一同被列入全国重点文物保护单位。2014年，火炬楼单独被列为长沙市文物保护单位。

## 建筑规制
火炬楼占地面积2534平方米，建筑面积7601.8平方米，高17.35米，共三层，为砖混结构，平面呈矩形，中有天井。火炬楼外立面贴黄色瓷砖，屋檐铺明黄琉璃瓦，四周有台阶和石栏，正立面中段为八柱九间门廊，门柱为三层高方柱，左右两段镶毛泽东语录“要做人民的先生，先做人民的学生”和“发扬革命传统，争取更大光荣”，门廊上方镶毛泽东手书新民学会宗旨“改造中国与世界”七字，间饰葵花纹，侧檐下饰有革命题材油画。立面顶部中央为瓷质巨型雕塑，雕塑底部为地球模型，上部为绘有青年毛泽东头像的红太阳（后改毛泽东手书“第一师范”），两侧各有5面红旗，屋顶四角有四个巨大圆形瓷质火炬状灯。